# Rhopalophora longipes
Rhopalophora longipes là một loài bọ cánh cứng trong họ Cerambycidae.